# دبيق (قرية)
دبيق بفتح الدال، من قرى الدلتا المندثرة، ومكانها اليوم يعرف بتل دبقو أو دبجو بالقرب من شاطيء بحيرة المنزلة في الشمال الشرقي لناحية صان الحجر بمركز فاقوس بمديرية الشرقية وعلى بعد 5500 متر من صان الحجر. ذكرها ياقوت الحموي في معجمه بقوله: «دبقَا: من قرى مصر قرب تنيس. تنسب إليها الثياب الدَبيقية على غير قياس كذا ذكره حمزة الأصبهاني وسألت المصريين عنها فقالوا دبيق بلد قرب تنيس بينها وبين الفرما خرب الآن.» وفي موضع آخر يذكرها على النحو التالي: «دَبيق: بليمة كانت بين الفرما وتنيس من أعمال مصر. تنسب إليها الثياب الدبيقية والله أعلم.». واشتهرت مع قرى ومدن بحيرة تنيس بصناعة النسيج واليها ينسب نوع من الثياب يسمي بالدبيقي. وذكرها المقريزي في خططه تحت اسم ديبق: «ديبق: قرية من قرى دمياط بنسب إليها الثياب المثقلة والعمائم الشرب الملونة، والديبقي العلم المذهب، وكانت العمائم الشرب المذهبة تعمل بها، ويكون طول كل عمامة منها مائة ذراع، وفيها رقمات منسوجة بالذهب، فتبلغ العمامة من الذهب، خمسمائة دينار، سوى الحرير والغزل. وحدثت هذه العمائم وغيرها في أيام العزيز بالله بن المعز سنة خمس وستين وثلثمائة، إلى أن مات في شعبان سنة ست وثمانين وثلثمائة.» وذكرها الادريسي في نزهة المشتاق في اختراق الآفاق باسم دبقو: «وان كانت شطا ودبقو ودميرة وما قاربها من ذلك الجزائر يعمل بها الرفيع من الأجناس فليس ذلك بمقارب للتنيسي والدمياطي»، وفي موضع تال يذكر الثياب الدبيقي: «وبدمياط يعمل من غريب الصنع في الثياب الدبيقية وغيرها ما يقارب الثياب التنيسية سواء».